# Contea di Audrain
La contea di Audrain in inglese Audrain County è una contea dello Stato del Missouri, negli Stati Uniti. La popolazione al censimento del 2000 era di 25 853 abitanti. Il capoluogo di contea è México